# لسانيات تاريخية
اللسانيات التاريخية هي الدراسة العلمية لتغير اللغة بمرور الوقت. وهو فرع من اللسانيات يهتم بدراسة التغييرات الصوتية والنحوية والدلالية، وإعادة بناء المراحل المبكرة للغات، واكتشاف وتطبيق الأساليب التي يمكن من خلالها إثبات العلاقات الجينية بين اللغات.
تشمل الاهتمامات الرئيسية لعلم اللسانيات التاريخي ما يلي:
- وصف وتعليل التغييرات الملحوظة في لغات معينة؛
- إعادة بناء لغات ما قبل التاريخ وتحديد صلاتها، وتصنيفها في عائلات لغوية (اللسانيات المقارن)؛
- وضع نظريات عامة عن كيفية وأسباب التغيرات في اللغة؛
- وصف تاريخ خطاب المجتمعات المحلية؛
- دراسة تاريخ الكلمات، أي علم التأثيل

بظهور اللسانيات التاريخية في القرن التاسع عشر كانت القواعد العامة تبحث عن ايجاد تفسير للاستعمالات الخاصة للغة وفق قواعد عامة تتأسس حول المنطق. وقد كان اللغويون العرب القدامى سباقين إلى رسم هذه الاستراتيجية للغة العربية. فتأسس على أيديهم علم أصول النحو مستثمرين المنطق اليوناني وعلم أصول الفقه. غير أن ميلاد اللسانيات التاريخية في أوروبا حدد تصورات جديدة لم تكن متبلورة في السابق، مثل التغيرات التي تشهدها اللغة فهي ليست رهن الإرادة الواعية للبشر وانما ضرورة داخلية. كما أنها طبيعية وتخضع للتنظيم الداخلي للغات. ومن أبرز معالم اللسانيات التاريخية ظهور مؤلف الألماني في.بوب F-Bopp «نظام التصريف للغة السنسكريتية مقارنة مع اللغات الاغريقية واللاتينية والفارسية والجرمانية» عام 1816. فقد كان إعلانا عن ميلاد النحو المقارن، رفقة الأخوة شليجل وجريم وشليغر. فسمح بايجاد القرابة بين اللغة السنسكريتية المقدسة للهند القديمة وأغلب اللغات الأوروبية القديمة والحديثة. وأخذت الدراسات اللسانية هذا المنحى حتى مع «النحويين الجدد» في النصف الثاني من القرن التاسع عشر، الذين تطلعوا إلى تجديد النحو المقارن. بحيث دعوا إلى تفسير التغيرات الحاصلة داخل اللغة وعدم الوقوف عند وصفها، ورؤوا أن الأسباب الوحيدة القابلة للمراجعة هي البحث عن نشاط الفاعلين المتكلمين، وفضلوا تحديد مسافة لدراسة التغيرات اللغوية. وكما هو واضح فإن طبيعة اللسانيات التاريخية وموضوعاتها لم تسمح بمعالجة موضوع الخطاب معالجة ذات صلة بجوهر اللفة. فالتحليل التعاقبي الذي طبع المنهج التاريخي في الدراسات اللغوية فرض على الباحث السويسري فرديناند دي سوسير.Ferdinand de Saussure أن يؤسس معالم اللسانيات البنيوية، ويرسم خطابا ابستمولوجيا يتعامل مع نظام اللغة بمنطق علمي جديد لا يخفي أصوله الفلسفية والعلمية (علم الاقتصاد/ علم الاجتماع. الخ). وأبرز المقولات اللسانية التي انتهى إليها هي:
- مقولة التزامن والتعاقب

SYMCHAROMIECET DIACHRONIE *- اللغة والكلام
LANGUE ETPAROLE *- النسقي والاستبدالي
SYNTAGMATIQUE ET PARADIGMATIQUE *- اعتباطية العلامة (الدال والمدلول). إن التحليل البنيوي للغة ترك مجالا واسعا وفضاء خصبا لدراسة الخطاب من مستويات عديدة:
- - المستوى الصوتي
  - المستوى التركيبي.
  - المستوى الصرفي
  - المستوى الدلالي
  - المستوى المعجمي
  - حتى المستوى البلاغي

## تاريخ اللسانيات
يعود تاريخ اللسانيات المعروف لبضع آلاف من السنين، ويعود الدرس اللساني الأقدم توثيقاً للهند حيث لعبت العقيدة الدينية دوراً هاماً في التأسيس له حوالي 2500 ق.م حين لاحظ الكهنة أن اللغة التي يستخدمونها في شعائرهم تختلف عن لغة الفيدا Veda (النصوص المقدسة المصاغة بلغة الهند القديمة) واعتقدوا أن نجاح بعض الطقوس يحتاج لاستخدام اللغة القديمة مما يستلزم إعادة إنتاجها، فقام كاهن يُدعى بانيني Panini قبل ألف سنة من الميلاد بتقنين القواعد النحوية الحاكمة للغة السنسكريتية حتى يمكن استخدامها كلغة طقوس دينية دائمة.
بدأ الفلاسفة اليونانيون الاهتمام الأوروبي باللسانيات بدءاً بمعلمهم الأول أرسطو حين اهتموا بدراسة العلاقة بين الأشياء والأفعال وأسمائها للتعرف على القواعد التي تحكم اللغة وصاغوا مبادئ النحو، واهتموا في القرن الثالث قبل الميلاد بالدرس البلاغي فقسموا مفردات اللغة إلى أسماء متعددة الصيغ، وأفعال تحدث في أزمنة مختلفة، ثم حددوا (أشكالاً للخطاب).
التزم الرومان بالقواعد النحوية اليونانية في اللغة اللاتينية إلا أنهم توسعوا في الشروح المميزة للأساليب اللغوية اللاتينية ومجالات استخدامها، وتم تحديد أشكال الخطاب قياساً على بعض النصوص اللغوية كأعمال رجل الدولة والخطيب المعروف شيشرون في القرن الأول الميلادي، وبحلول القرن الرابع الميلادي صاغ اللغوي الروماني آليوس دوناتس Aelius Donatus صيغ عامة للنحو اللاتيني، وشرح اللغوي بريسكيان Priscian هذه القواعد بعد مائتي سنة أي في القرن السادس الميلادي، وبقيت على ما هي عليه حتى الآن، واستخدمت كمعايير قياسية للغات الأوروبية الأخرى حتى القرن السادس عشر الميلادي تقريباً، وبقيت كتبها مراجع للغات الأوروبية التي ظهرت بعدها، وظلت اللاتينية الأكثر انتشاراً حتى شهدت نهاية القرن السابع عشر وبدايات القرن الثامن عشر مع تحول اللغتين الإنجليزية والفرنسية إلى لغات عالمية احتلت موقع اللاتينية، وساعد على ذلك اختراع الطباعة الذي جعل نصوص هاتين اللغتين المطبوعة متوفرة بشكل كبير، ونشأ علم الصوتيات الذي دفع علماء اللغويات للمقارنة بين اللغة السنسكريتية واللغات الأوروبية، وأدى إلى نشوء الدراسات اللغوية الهند أوروبية.

## اللسانيات المقارنة
أسس السير ويليام جونز William Jones علم اللسانيات المقارن (بالإنجليزية: COMPARATIVE LINGUISTICS)‏ في نهاية القرن الثامن عشر لدراسة وتحليل النصوص المكتوبة بلغات مختلفة لكنها ذات صلة، وأشار إلى وجود علاقة بين كل من اللغة اللاتينية، واليونانية، والسنسكريتية توحي بنشوئها من مصدر واحد نتيجة ما لاحظه من تشابه معاني (أصوات متشابهة) في اللغات الثلاث فعلى سبيل المثال كلمة frater اللاتينية، وكلمة phrater اليونانية، وكلمة bhratar في اللغة السنسكريتية تعني كلها (أخ) مما دفع بعض علماء اللسانيات لدراسة العلاقة بين اللغات المختلفة، والتفاعلات الناشئة عن حوار متحدثين من خلفيات ثقافية مختلفة، ومساعدة الراغبين في تعلم لغات غير لغتهم الأصلية بعدما.
واهتمت اللسانيات بدراسة كيفية تشكل كلمات اللغات المختلفة لتكوين معاني متشابهة، ومقارنة هذه اللغات وأطلق على عناصر تشابه اللغات مصطلح صلة القرابة genetic relationships وكون اللسانيون عائلات لغوية صاغوها على شكل (شجرة عائلة) لكل مجموعة من اللغات ذات المنشأ الواحد من أبرزها:
شجرة اللغات الهند أوروبية: وتضم السنسكريتية، واليونانية، واللاتينية، والإنجليزية، والألمانية، ولغات أوروبية وآسيوية أخرى.
- شجرة لغات الجونكوين Algonquian: لغات سكان أمريكا الشمالية الأصليين.
- شجرة لغة البانتو: تضم اللغة السواحيلية، والهوسا، والزولو ولغات أفريقية أخرى.
- شجرة اللغات الأفرو آسيوية: كانت تسمى اللغات الحامية السامية وهي العائلة اللغوية الأساسية السائدة في الشمال الإفريقي والشرق الأوسط، وتنقسم إلى خمس عائلات فرعية هي: السامية، والبربرية، والمصرية، والكوشية، والتشادية،

تنتمي اللغة العربية إلى العائلة الفرعية للغات السامية التي تُقسم إلى أربع مجموعات:
- المجموعة الأولى (مجموعة الشمال الأقصى) وتمثلها اللغة الأكادية (الأشورية البابلية) أقدم اللغات السامية الموثقة، وسادت بين النهرين خلال الفترة من عام 3000 ق.م حتى القرن الميلادي الأول.
- المجموعة الثانية (مجموعة الشمال الأوسط) وتضم اللغة العبرية القديمة والحديثة، والأوغاريتية، والفينيقية، والآرامية، والسريانية التي تسمى أحياناً (الآرامية المسيحية).
- المجموعة الثالثة (مجموعة الجنوب الأوسط) وتضم اللغة العربية الفصحى، واللهجات العربية الإقليمية الحديثة، واللغة المالطية.
- المجموعة الرابعة (مجموعة الجنوب الأقصى) وتضم لهجات جنوب الجزيرة العربية المنحدرة من أصول قديمة كلغة مملكتي معين وسبأ، واللغة الأمهرية، واللغة الإثيوبية التقليدية ولغات أثيوبية إقليمية مثل التيجري Tigré والتيجرينيا Tigrinya والجوراج Gurage.

وللتعرف على تاريخ انفصال لغات عائلة لغوية عن بعضها البعض يستخدم اللسانيون كلمات يسمونها (الكلمات الثوابت culture free) تتميز بخاصية الثبات وعدم التغير على مر الزمن كون أصحاب اللغة يقاومون تغيير هذه الكلمات لأن لها قيمة ثقافية خاصة مثل كلمات (أم ـ أب ـ أخ ـ رأس ـ عين ـ أرض.. الخ) فيقوم اللسانيون بجمع هذه الكلمات في قوائم كل قائمة تخص لغة معينة من العائلة اللغوية، ويجرون عليها عمليات رياضية إحصائية، يستخلصون من نتائجها التاريخ الذي انفصلت فيه هذه اللغات عن اللغة الأم.